# Halsband-Anemonenfisch
Der Halsband-Anemonenfisch (Amphiprion perideraion) lebt in den Korallenriffen Südostasiens, Neuguineas, Melanesiens, Mikronesiens, von der Küste Nordaustraliens bis zu den Ryūkyū-Inseln. Bei Bali lebt er zusammen mit dem sehr nah verwandten Weißrücken-Anemonenfisch (Amphiprion akallopisos) und wurde schon in derselben Anemone wie dieser gefunden.

## Merkmale
Der Körper des Fisches ist orange. Ein schmaler, weißer Querstreifen zieht sich vor dem Kiemendeckel über den Kopf. Ein weißer Längsstreifen beginnt an der Schnauze und zieht sich entlang der Basis der weißen Rückenflosse bis zum Schwanzstiel. Auch die Schwanzflosse ist weiß. Die übrigen Flossen sind transparent. Die Rückenflosse hat neun bis zehn Hart- und 16 bis 17 Weichstrahlen, die Afterflosse zwei Hart- und 12 bis 13 Weichstrahlen. Amphiprion perideraion wird bis zu 10 Zentimeter lang. Er wurde schon im Aquarium nachgezüchtet.
Die Fische akzeptieren vier Symbioseanemonenarten als Partner.
- Die Korkenzieheranemone (Macrodactyla doreensis)
- Die Lederanemone (Heteractis crispa)
- Die Prachtanemone (Heteractis magnifica)
- Die Riesenanemone (Stichodactyla gigantea)